# Unió Nacional Bru
La Unió Nacional Bru (Bru National Union, BNU) és un partit polític de l'Índia que representa a l'ètnia dels bru o reang.
Fou fundat el 1994 pel líder bru Sawibunga. La BNU va demanar un consell autònom de districte dins Mizoram i va rebre el suport d'un altra organització dels reang, el Partit de la Convenció Democràtica Reang (Reang Democratic Convention Party, RDCP), però la proposta fou rebutjada i la Mizo Zirlai Pawl (MZP) i la Young Mizo Association (YMA) es declaraven totalment en contra.
El 1996 van esclatar violents incidents entre reang i mizo, aquest darrers enquadrats pel Mizo Zirlai Pawl (MZP) i l'Associació de la Joventut Mizo (Young Mizo Association, YMA).
Uns trenta mil reang van fugir a Tripura i es van formar organitzacions armades.